# Mohamed Bazoum
Mohamed Bazoum (àrab: محمد بازوم)  (Bilabrin, 1 de gener de 1960) és un polític nigerí que va exercir com a 10è president del Níger entre 2021 i 2023. Va assumir el càrrec l'abril de 2021 després de guanyar les eleccions presidencials de 2020-21 i un intent fallit de cop d'estat. Es va afirmar que va ser destituït del càrrec el juliol de 2023 després d'un cop d'estat liderat per membres de la guàrdia presidencial i les forces armades.
Abans d'esdevenir president, va exercir com a president del Partit Nigerí per la Democràcia i el Socialisme (PNDS-Tarayya). També va exercir com a ministre d'Afers Exteriors del 1995 al 1996 i de nou del 2011 al 2016. Va ser breument ministre d'Estat a la Presidència el 2016 i posteriorment va ser nomenat ministre d'Estat de l'Interior entre 2016 fins a la seva elecció com a president el 2016. 2021, quan va dimitir per centrar-se a presentar-se a les eleccions presidencials de 2020-21. Bazoum va guanyar la segona volta de les eleccions presidencials amb el 55,67% dels vots contra l'expresident Mahamane Ousmane. Bazoum és musulmà sunnita i el primer president àrab (àrab Diffa) del Níger.

## Inicis
Bazoum va exercir com a Secretari d'Estat de Cooperació sota el ministre d'Afers Exteriors i Cooperació en el govern de transició del primer ministre Amadou Cheiffou entre 1991 i 1993. Va ser elegit a l'Assemblea Nacional de la circumscripció especial de Tesker com a candidat del PNDS en unes eleccions especials celebrades l'11 d'abril de 1993; això va seguir la cancel·lació de les eleccions inicials a Tesker, celebrades al febrer.
Després de les eleccions parlamentàries de gener de 1995, que van ser guanyades per una coalició opositora del Moviment Nacional per al Desenvolupament de la Societat (MNSD) i el PNDS, Bazoum es va convertir en ministre d'Afers Exteriors i Cooperació al govern del primer ministre Hama Amadou, nomenat el 25 Febrer de 1995. Inicialment va ser reelegit en aquest càrrec després que Ibrahim Baré Maïnassara prengués el poder en un cop d'estat militar el 27 de gener de 1996, però va ser substituït al govern nomenat el 5 de maig de 1996. El PNDS es va oposar a Maïnassara i, el 26 de juliol de 1996, Bazoum va ser posat en arrest domiciliari juntament amb el president del PNDS, Mahamadou Issoufou, unes setmanes després de les eleccions presidencials de 1996. Ell i Issoufou van ser alliberats per ordre d'un jutge el 12 d'agost de 1996.
Bazoum va ser arrestat juntament amb altres dos polítics importants de l'oposició, inclòs el secretari general del MNSD, Hama Amadou, a principis de gener de 1998, per haver participat presumptament en un complot per assassinar Maïnassara. Mai va ser acusat i va ser alliberat una setmana després de la seva detenció.

## Carrera parlamentària
Al Quart Congrés Ordinari del PNDS, celebrat els dies 4 i 5 de setembre de 2004, Bazoum va ser elegit com a vicepresident. Bazoum va ser escollit novament a l'Assemblea Nacional a les eleccions parlamentàries de desembre de 2004, i durant la legislatura següent va ser vicepresident tercer de l'Assemblea Nacional i vicepresident del Grup Parlamentari del PNDS.
Bazoum va ser un dels 14 diputats que van presentar una moció de censura contra el primer ministre Hama Amadou el 26 de maig de 2007. El govern d'Amadou va ser derrotat en la votació de censura posterior el 31 de maig, i Bazoum va elogiar la "maduresa de la classe política de Níger que acaba de posar fi al mandat de l'equip especialitzat en la depredació de fons públics."
Després d'instar el poble a boicotejar el referèndum constitucional d'agost de 2009, Bazoum va ser detingut breument i interrogat durant dues hores el 14 de juliol de 2009. Bazoum va ser reelegit com a vicepresident del PNDS al Cinquè Congrés Ordinari del partit, celebrat el 18 de juliol de 2009. Després de l'èxit del referèndum, el va qualificar de "cop d'estat" i va dir que les eleccions parlamentàries d'octubre de 2009 van ser una "farsa electoral" destinada només a afegir un "politisme democràtic".
El president Tandja Mamadou va ser destituït per un cop d'estat militar el 18 de febrer de 2010. Bazoum va dir en l'ocasió que "això és exactament el que teníem por, una resolució militar. Tandja podria haver evitat això". Com a un dels membres principals. de la Coordinació de Forces Democràtiques per a la República (CFDR), una coalició de l'oposició, va dir el 23 de febrer que la CFDR volia que Tandja fos jutjat per alta traïció perquè havia derogat la constitució de 1999 en els seus esforços per mantenir-se al poder. Segons Bazoum, aquest judici era necessari per dissuadir els futurs líders de seguir un camí similar. Va dir que la junta hauria de mantenir Tandja fins que les "institucions democràtiques" estiguessin al seu lloc, i després Tandja hauria de ser jutjat, encara que també va dir que considerava que la pena de mort seria innecessària.
Després que Mahamadou Issoufou guanyés les eleccions presidencials de gener-març de 2011, va dimitir com a president del PNDS el març de 2011, abans del seu jurament, d'acord amb el requisit que el cap d'estat no participés en la política partidista; Bazoum va assumir el càrrec de president en funcions del PNDS. Issoufou va prendre possessió com a president del Níger el 7 d'abril de 2011, i Bazoum va ser nomenat membre del govern com a ministre d'Estat d'Afers Exteriors, Cooperació, Integració Africana i Nigerians a l'estranger el 21 d'abril de 2011.

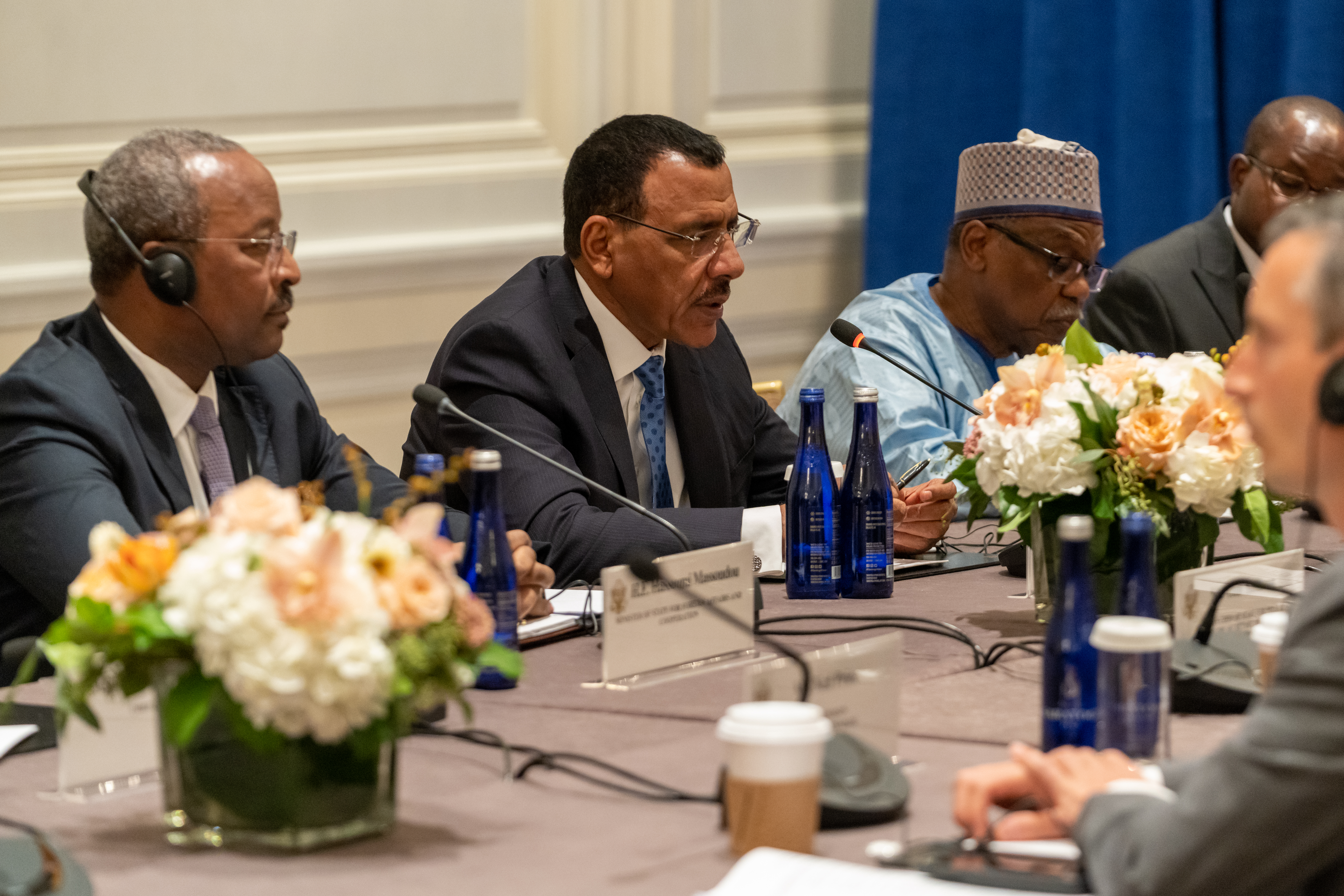
Bazoum a l'Assemblea General de les Nacions Unides a la ciutat de Nova York el 2022

Bazoum va ser traslladat al càrrec de ministre d'Estat a la Presidència el 25 de febrer de 2015. Es va considerar que el moviment permetia a Bazoum centrar-se a liderar el PNDS en previsió de la candidatura d'Issoufou per a la reelecció el 2016.
Va ser elegit a l'Assemblea Nacional a les eleccions parlamentàries de febrer de 2016. Després que Issoufou va jurar un segon mandat, Bazoum va ser nomenat ministre d'Estat de l'Interior, Seguretat Pública, Descentralització i Afers Consuetudinaris i Religiosos l'11 d'abril de 2016. Va prendre possessió el 13 d'abril, succeint a Hassoumi Massaoudou.

## Presidència
Com a membre d'alt rang del govern nigerí, Bazoum va ser nomenat successor d'Issoufou com a candidat presidencial del PNDS a les eleccions generals nigerianes de 2020-21. La campanya presidencial de Bazoum es va centrar en idees com la resolució de problemes demogràfics al Níger limitant la mida de la família i augmentant l'alfabetització i la igualtat de gènere mitjançant més educació per a les noies. Bazoum també ha promès atacar la insurrecció de l'ISIS al Níger, ajudant el país veí de Mali en el procés, reforçar la defensa i la seguretat nigeriana i fer front a la corrupció al país. Bazoum no va guanyar la primera volta de les eleccions, celebrades el 27 de desembre de 2020, obtenint només el 39,30% dels vots. No obstant això, va guanyar la segona volta de les eleccions el febrer de 2021 amb el 55,67% dels vots i va ser investit com a president el 2 d'abril, la seva victòria es va confirmar el 21 de març.
El desembre de 2022, Bazoum va ser nomenat president actual de la Unió Econòmica i Monetària de l'Àfrica Occidental (UEMOA), durant la 23a cimera ordinària de caps d'estat i de govern de l'organització a Abidjan.

### Caiguda
El 26 de juliol de 2023, soldats de la Guàrdia Presidencial comandats pel general Abdourahamane Tchiani van bloquejar el palau presidencial per deposar Bazoum. El cop va ser condemnat per la Unió Africana i la Comunitat Econòmica dels Estats de l'Àfrica Occidental (ECOWAS). La CEDEAO va dir als conspiradors que alliberessin Bazoum immediatament. Més tard, Bazoum va ser deposat al final del dia, amb el coronel major Amadou Abdramane anant a la televisió estatal per afirmar que el president havia estat destituït del poder i estava sent substituït per una junta militar que es deia a si mateixa. el Consell Nacional per a la Salvaguarda de la Pàtria, el lideratge del qual va ser reclamat pel general Tchiani el 28 de juliol.
El 27 de juliol, Bazoum va tuitejar que els nigerians que estimen la democràcia vetllarien perquè "es salvaguardin els guanys aconseguits amb esforç", indicant la seva negativa a renunciar al càrrec. El seu ministre d'Afers Exteriors, Hassoumi Massaoudou, va insistir que el "poder legal i legítim" del país continuava amb el president i va reiterar que Bazoum estava en bones condicions. També es va declarar cap d'estat en funcions i va fer una crida a tots els demòcrates a "fer fracassar aquesta aventura".
Es creu que Bazoum està detingut actualment al palau presidencial juntament amb la seva dona Hadiza i el seu fill Salem; les seves filles estaven a París en el moment del cop d'estat.
El 13 d'agost de 2023 el govern del Níger va anunciar que volia jutjar davant les autoritats nacionals i internacionals competents Mohamed Bazoum i els seus «còmplices locals i estrangers», per alta traïció i minar la seguretat interna i externa del Níger.
El 30 de novembre de 2023, la família de Mohamed Bazoum va afirmar que des del 18 d'octubre de 2023 ja no estava en contacte amb ell i va denunciar "detencions i escorcolls abusius" dirigits a alguns d'ells.